# Onzième district congressionnel de Caroline du Nord
Le 11e district congressionnel de Caroline du Nord englobe la majeure partie de l'ouest de la Caroline du Nord. Depuis le 3 janvier 2023, le district est représenté par le républicain Chuck Edwards.
Le  district est historiquement connu pour sa politique volatile et était autrefois considéré comme l'un des districts les plus compétitifs de Caroline du Nord. Il était traditionnellement ancré dans la ville fortement démocrate d'Asheville, le reste du district étant divisé entre les comtés à tendance démocrate du sud et les comtés à tendance républicaine au nord. Par conséquent, les élections au Congrès ont été historiquement âprement disputées et souvent très serrées.
En 2011, la législature contrôlée par les républicains a redessiné le district, déplaçant une grande partie d'Asheville vers le 10e district, où la tendance démocrate de la ville a été diluée par l'inclination républicaine écrasante du reste du district. La nouvelle carte divise Asheville de telle manière que dans certains quartiers, un côté de la rue s'est déplacé vers le 10e tandis que l'autre côté de la rue est resté dans le 11e.
Pour compenser la perte de population, le 11e absorba un territoire fortement républicain dans les contreforts qui appartenait auparavant au 10e. Sur le papier, c'était l'un des districts les plus républicains de l'État. En raison du fait que le district est devenu beaucoup plus conservateur, le titulaire démocrate sortant pour trois mandats Heath Shuler ne s'est pas présenté à la réélection en 2012 et a été remplacé par le républicain Mark Meadows.
En 2019, un panel de juges de Caroline du Nord a statué que la carte existante était un gerrymandering partisan et a ordonné que de nouvelles circonscriptions soient dessinées avant les élections de 2020. Après examen en décembre, une nouvelle carte a été approuvée,. Le district comprenait la partie ouest du comté de Rutherford et l'intégralité des comtés d'Avery, Buncombe, Cherokee, Clay, Graham, Haywood, Henderson, Jackson, Macon, Madison, McDowell, Mitchell, Polk, Swain, Transylvanie et Yancey. Il est toujours républicain, mais beaucoup moins que l'itération précédente, car il inclut à nouveau tout Asheville,.
Le 23 février 2022, la Cour suprême de Caroline du Nord a approuvé une nouvelle carte qui supprimait les comtés d'Avery et de Mitchell du district.

## Géographie
Comtés dans la carter 2023 - 2025
- Buncombe
- Cherokee
- Clay
- Graham
- Haywood
- Henderson
- Jackson
- Macon
- Madison
- McDowell
- Polk
- Rutherford
- Swain
- Transylvania
- Yancey

## Historique de vote
| Année | Poste     | Résultats               |
| ----- | --------- | ----------------------- |
| 2000  | Président | Gore 48,9 % – 48,4 %    |
| 2004  | Président | Bush 50,7 % – 48,3 %    |
| 2008  | Président | Obama 52,9 % – 45,6 %   |
| 2012  | Président | Obama 51,0 % – 47,2 %   |
| 2016  | Président | Clinton 48,0 % – 45,9 % |
| 2020  | Président | Biden 51,3 % – 46,8 %   |

## Liste des Représentants du district
| Membre                           | Parti                 | Années                           | Congrès     | Histoire électorale | Zone géographique |
| -------------------------------- | --------------------- | -------------------------------- | ----------- | --- | ----------------- |
| District établit le 4 mars 1803  |                       |                                  |             | |                   |
| James Holland (en)               | Républicain-Démocrate | 4 mars 1803 - 3 mars 1811        | 8e - 11e    | Redécoupage depuis le 1er district et réélu en 1803. Réélu en 1804. Réélu en 1806. Réélu en 1808. Retrait.                                                   | 1803–1813         |
| Israel Pickens                   | Républicain-Démocrate | 4 mars 1811 - 3 mars 1813        | 12e         | Élu en 1810. Redécoupage vers le 12e district. | 1803–1813         |
| Peter Forney (en)                | Républicain-Démocrate | 4 mars 1813 - 3 mars 1815        | 13e         | Élu en 1813. Retrait. | 1813–1823         |
| Daniel M. Forney (en)            | Républicain-Démocrate | 4 mars 1815 - 1818               | 14e , 15e   | Élu en 1815. Réélu en 1817. Démissionne. | 1813–1823         |
| William Davidson (en)            | Fédéraliste           | 2 décembre 1818 - 3 mars 1821    | 15e , 16e   | Élu le 7 novembre 1818 pour terminer le mandat de Forney et intronisé le 2 décembre 1818. Réélu en 1819. Perd sa réélection.                                 | 1813–1823         |
| Henry W. Connor (en)             | Républicain-Démocrate | 4 mars 1821 - 3 mars 1825        | 17e - 26e   | Élu en 1821. Réélu en 1823. Réélu en 1825. Réélu en 1827. Réélu en 1829. Réélu en 1831. Réélu en 1833. Réélu en 1835. Réélu en 1837. Réélu en 1839. Retrait. | 1813–1823         |
| Henry W. Connor (en)             | Républicain-Démocrate | 4 mars 1821 - 3 mars 1825        | 17e - 26e   | Élu en 1821. Réélu en 1823. Réélu en 1825. Réélu en 1827. Réélu en 1829. Réélu en 1831. Réélu en 1833. Réélu en 1835. Réélu en 1837. Réélu en 1839. Retrait. | 1823–1833         |
| Henry W. Connor (en)             | Jacksonien (en)       | 4 mars 1825 - 3 mars 1837        | 17e - 26e   | Élu en 1821. Réélu en 1823. Réélu en 1825. Réélu en 1827. Réélu en 1829. Réélu en 1831. Réélu en 1833. Réélu en 1835. Réélu en 1837. Réélu en 1839. Retrait. |                   |
| Henry W. Connor (en)             | 1833–1843             | 4 mars 1825 - 3 mars 1837        | 17e - 26e   | Élu en 1821. Réélu en 1823. Réélu en 1825. Réélu en 1827. Réélu en 1829. Réélu en 1831. Réélu en 1833. Réélu en 1835. Réélu en 1837. Réélu en 1839. Retrait. |                   |
| Henry W. Connor (en)             | Démocrate             | 4 mars 1837 - 3 mars 1841        | 17e - 26e   | Élu en 1821. Réélu en 1823. Réélu en 1825. Réélu en 1827. Réélu en 1829. Réélu en 1831. Réélu en 1833. Réélu en 1835. Réélu en 1837. Réélu en 1839. Retrait. |                   |
| Greene W. Caldwell (en)          | Démocrate             | 4 mars 1841 - 3 mars 1843        | 27e         | Élu en 1841. Retrait. |                   |
| District supprimé le 4 mars 1843 |                       |                                  |             | |                   |
| District rétablit le 3 mars 1933 |                       |                                  |             | |                   |
| Zebulon Weaver (en)              | Démocrate             | 4 mars 1933 - 3 janvier 1943     | 73e - 77e   | Redécoupage depuis le 10e district et réélu en 1932. Réélu en 1934. Réélu en 1936. Réélu en 1938. Réélu en 1940. Redécoupage vers le 12e district.           | 1933–1943         |
| Alfred L. Bulwinkle (en)         | Démocrate             | 3 janvier 1943 - 31 août 1950    | 78e - 81e   | Redécoupage depuis le 10e district et réélu en 1942. Réélu en 1944. Réélu en 1946. Réélu en 1948. Décès.                                                     | 1943–1953         |
| Vacant                           | Vacant                | 31 août 1950 - 7 novembre 1950   | 81e         | | 1943–1953         |
| Woodrow W. Jones (en)            | Démocrate             | 7 novembre 1950 - 3 janvier 1957 | 81e - 84e   | Élu pour terminer le mandat de Bulwinkle. Réélu en 1950. Réélu en 1952. Réélu en 1954. Retrait.                                                              | 1943–1953         |
| Woodrow W. Jones (en)            | Démocrate             | 7 novembre 1950 - 3 janvier 1957 | 81e - 84e   | Élu pour terminer le mandat de Bulwinkle. Réélu en 1950. Réélu en 1952. Réélu en 1954. Retrait.                                                              | 1953–1963         |
| Basil Whitener (en)              | Démocrate             | 3 janvier 1957 - 3 janvier 1963  | 85e - 87e   | Élu en 1956. Réélu en 1958. Réélu en 1960. Redécoupage vers le 10e district.                                                                                 |                   |
| Roy A. Taylor (en)               | Démocrate             | 3 janvier 1963 - 3 janvier 1977  | 88e - 94e   | Redécoupage depuis le 12e district et réélu en 1962. Réélu en 1964. Réélu en 1966. Réélu en 1968. Réélu en 1970. Réélu en 1972. Réélu en 1974. Retrait.      | 1963–1973         |
| Roy A. Taylor (en)               | Démocrate             | 3 janvier 1963 - 3 janvier 1977  | 88e - 94e   | Redécoupage depuis le 12e district et réélu en 1962. Réélu en 1964. Réélu en 1966. Réélu en 1968. Réélu en 1970. Réélu en 1972. Réélu en 1974. Retrait.      | 1973–1983         |
| V. Lamar Gudger (en)             | Démocrate             | 3 janvier 1977 - 3 janvier 1981  | 95e , 96e   | Élu en 1976. Réélu en 1978. Perd sa réélection. |                   |
| Bill Hendon (en)                 | Républicain           | 3 janvier 1981 - 3 janvier 1983  | 97e         | Élu en 1980. Perd sa réélection. |                   |
| James M. Clarke (en)             | Démocrate             | 3 janvier 1983 - 3 janvier 1985  | 98e         | Élu en 1982. Perd sa réélection. | 1983–1993         |
| Bill Hendon (en)                 | Républicain           | 3 janvier 1985 - 3 janvier 1987  | 99e         | Élu en 1984. Perd sa réélection. | 1983–1993         |
| James M. Clarke (en)             | Démocrate             | 3 janvier 1987 - 3 janvier 1991  | 100e , 101e | Élu en 1986. Réélu en 1988. Perd sa réélection. | 1983–1993         |
| Charles H. Taylor (en)           | Républicain           | 3 janvier 1991 - 3 janvier 2007  | 102e - 109e | Élu en 1990. Réélu en 1992. Réélu en 1994. Réélu en 1996. Réélu en 1998. Réélu en 2000. Réélu en 2002. Réélu en 2004. Perd sa réélection.                    | 1983–1993         |
| Charles H. Taylor (en)           | Républicain           | 3 janvier 1991 - 3 janvier 2007  | 102e - 109e | Élu en 1990. Réélu en 1992. Réélu en 1994. Réélu en 1996. Réélu en 1998. Réélu en 2000. Réélu en 2002. Réélu en 2004. Perd sa réélection.                    | 1993–2003         |
| Charles H. Taylor (en)           | Républicain           | 3 janvier 1991 - 3 janvier 2007  | 102e - 109e | Élu en 1990. Réélu en 1992. Réélu en 1994. Réélu en 1996. Réélu en 1998. Réélu en 2000. Réélu en 2002. Réélu en 2004. Perd sa réélection.                    | 2003–2013         |
| Heath Shuler                     | Démocrate             | 3 janvier 2007 - 3 janvier 2013  | 110e - 112e | Élu en 2006. Réélu en 2008. Réélu en 2010. Retrait. |                   |
| Mark Meadows                     | Républicain           | 3 janvier 2013 - 30 mars 2020    | 113e - 116e | Élu en 2012. Réélu en 2014. Réélu en 2016. Réélu en 2018. Démissionne pour devenir Chef de Cabinet de la Maison- Blanche.                                    | 2013–2017         |
| Mark Meadows                     | Républicain           | 3 janvier 2013 - 30 mars 2020    | 113e - 116e | Élu en 2012. Réélu en 2014. Réélu en 2016. Réélu en 2018. Démissionne pour devenir Chef de Cabinet de la Maison- Blanche.                                    | 2017–2021         |
| Vacant                           | Vacant                | 30 mars 2020 - 3 janvier 2021    | 116e        | |                   |
| Madison Cawthorn                 | Républicain           | 3 janvier 2021 - 3 janvier 2023  | 117e        | Élu en 2020. Perd sa renomination. | 2021–2023         |
| Chuck Edwards                    | Républicain           | 3 janvier 2023 - Présent         | 118e        | Élu en 2022. | 2023–2025         |

## Résultats des récentes élections
Voici les résultats des dix précédents cycles électoraux dans le district.

### 2004
| Élection de 2004 du 11e district congressionnel de Caroline du Nord | Élection de 2004 du 11e district congressionnel de Caroline du Nord | Élection de 2004 du 11e district congressionnel de Caroline du Nord | Élection de 2004 du 11e district congressionnel de Caroline du Nord | Élection de 2004 du 11e district congressionnel de Caroline du Nord |
| ------------------------------------------------------------------- | ------------------------------------------------------------------- | ------------------------------------------------------------------- | ------------------------------------------------------------------- | ------------------------------------------------------------------- |
| Parti                                                               | Parti                                                               | Candidat                                                            | Votes                                                               | %                                                                   |
|                                                                     | Républicain                                                         | Charles H. Taylor (en) (sortant)                                    | 159 709                                                             | 54,9                                                                |
|                                                                     | Démocrate                                                           | Patsy Keever                                                        | 131 188                                                             | 45,1                                                                |
| Total des votes                                                     | Total des votes                                                     | Total des votes                                                     | 290 897                                                             | 100 %                                                               |
|                                                                     | Les Républicains conservent                                         |                                                                     |                                                                     |                                                                     |

### 2006
| Élection de 2006 du 11e district congressionnel de Caroline du Nord | Élection de 2006 du 11e district congressionnel de Caroline du Nord | Élection de 2006 du 11e district congressionnel de Caroline du Nord | Élection de 2006 du 11e district congressionnel de Caroline du Nord | Élection de 2006 du 11e district congressionnel de Caroline du Nord |
| ------------------------------------------------------------------- | ------------------------------------------------------------------- | ------------------------------------------------------------------- | ------------------------------------------------------------------- | ------------------------------------------------------------------- |
| Parti                                                               | Parti                                                               | Candidat                                                            | Votes                                                               | %                                                                   |
|                                                                     | Démocrate                                                           | Heath Shuler                                                        | 124 972                                                             | 53,79                                                               |
|                                                                     | Républicain                                                         | Charles H. Taylor (en) (sortant)                                    | 107 342                                                             | 46,21                                                               |
| Total des votes                                                     | Total des votes                                                     | Total des votes                                                     | 232 314                                                             | 100 %                                                               |
|                                                                     | Les Démocrates prennent aux Républicains                            |                                                                     |                                                                     |                                                                     |

### 2008
| Élection de 2008 du 11e district congressionnel de Caroline du Nord | Élection de 2008 du 11e district congressionnel de Caroline du Nord | Élection de 2008 du 11e district congressionnel de Caroline du Nord | Élection de 2008 du 11e district congressionnel de Caroline du Nord | Élection de 2008 du 11e district congressionnel de Caroline du Nord |
| ------------------------------------------------------------------- | ------------------------------------------------------------------- | ------------------------------------------------------------------- | ------------------------------------------------------------------- | ------------------------------------------------------------------- |
| Parti                                                               | Parti                                                               | Candidat                                                            | Votes                                                               | %                                                                   |
|                                                                     | Démocrate                                                           | Heath Shuler (sortant)                                              | 211 112                                                             | 61,96                                                               |
|                                                                     | Républicain                                                         | Carl Mumpower                                                       | 122 087                                                             | 35,83                                                               |
|                                                                     | Libertarien                                                         | Keith Smith                                                         | 7 517                                                               | 2,21                                                                |
| Total des votes                                                     | Total des votes                                                     | Total des votes                                                     | 340 716                                                             | 100 %                                                               |
|                                                                     | Les Démocrates conservent                                           |                                                                     |                                                                     |                                                                     |

### 2010
| Élection de 2010 du 11e district congressionnel de Caroline du Nord | Élection de 2010 du 11e district congressionnel de Caroline du Nord | Élection de 2010 du 11e district congressionnel de Caroline du Nord | Élection de 2010 du 11e district congressionnel de Caroline du Nord | Élection de 2010 du 11e district congressionnel de Caroline du Nord |
| ------------------------------------------------------------------- | ------------------------------------------------------------------- | ------------------------------------------------------------------- | ------------------------------------------------------------------- | ------------------------------------------------------------------- |
| Parti                                                               | Parti                                                               | Candidat                                                            | Votes                                                               | %                                                                   |
|                                                                     | Démocrate                                                           | Heath Shuler (sortant)                                              | 131 225                                                             | 54,34                                                               |
|                                                                     | Républicain                                                         | Jeff Miller                                                         | 110 246                                                             | 45,66                                                               |
| Total des votes                                                     | Total des votes                                                     | Total des votes                                                     | 241 741                                                             | 100 %                                                               |
|                                                                     | Les Démocrates conservent                                           |                                                                     |                                                                     |                                                                     |

### 2012
| Élection de 2012 du 11e district congressionnel de Caroline du Nord | Élection de 2012 du 11e district congressionnel de Caroline du Nord | Élection de 2012 du 11e district congressionnel de Caroline du Nord | Élection de 2012 du 11e district congressionnel de Caroline du Nord | Élection de 2012 du 11e district congressionnel de Caroline du Nord |
| ------------------------------------------------------------------- | ------------------------------------------------------------------- | ------------------------------------------------------------------- | ------------------------------------------------------------------- | ------------------------------------------------------------------- |
| Parti                                                               | Parti                                                               | Candidat                                                            | Votes                                                               | %                                                                   |
|                                                                     | Républicain                                                         | Mark Meadows                                                        | 190 319                                                             | 57,4                                                                |
|                                                                     | Démocrate                                                           | Hayden Rogers                                                       | 141 107                                                             | 42,6                                                                |
| Total des votes                                                     | Total des votes                                                     | Total des votes                                                     | 331 426                                                             | 100 %                                                               |
|                                                                     | Les Républicains prennent aux Démocrates                            |                                                                     |                                                                     |                                                                     |

### 2014
| Élection de 2014 du 11e district congressionnel de Caroline du Nord | Élection de 2014 du 11e district congressionnel de Caroline du Nord | Élection de 2014 du 11e district congressionnel de Caroline du Nord | Élection de 2014 du 11e district congressionnel de Caroline du Nord | Élection de 2014 du 11e district congressionnel de Caroline du Nord |
| ------------------------------------------------------------------- | ------------------------------------------------------------------- | ------------------------------------------------------------------- | ------------------------------------------------------------------- | ------------------------------------------------------------------- |
| Parti                                                               | Parti                                                               | Candidat                                                            | Votes                                                               | %                                                                   |
|                                                                     | Républicain                                                         | Mark Meadows (sortant)                                              | 144 682                                                             | 62,9                                                                |
|                                                                     | Démocrate                                                           | Tom Hill                                                            | 85 342                                                              | 37,1                                                                |
| Total des votes                                                     | Total des votes                                                     | Total des votes                                                     | 230 024                                                             | 100 %                                                               |
|                                                                     | Les Républicains conervent                                          |                                                                     |                                                                     |                                                                     |

### 2016
| Élection de 2016 du 11e district congressionnel de Caroline du Nord | Élection de 2016 du 11e district congressionnel de Caroline du Nord | Élection de 2016 du 11e district congressionnel de Caroline du Nord | Élection de 2016 du 11e district congressionnel de Caroline du Nord | Élection de 2016 du 11e district congressionnel de Caroline du Nord |
| ------------------------------------------------------------------- | ------------------------------------------------------------------- | ------------------------------------------------------------------- | ------------------------------------------------------------------- | ------------------------------------------------------------------- |
| Parti                                                               | Parti                                                               | Candidat                                                            | Votes                                                               | %                                                                   |
|                                                                     | Républicain                                                         | Mark Meadows (sortant)                                              | 230 405                                                             | 64,1                                                                |
|                                                                     | Démocrate                                                           | Rick Bryson                                                         | 129 103                                                             | 35,9                                                                |
| Total des votes                                                     | Total des votes                                                     | Total des votes                                                     | 359 508                                                             | 100 %                                                               |
|                                                                     | Les Républicains conervent                                          |                                                                     |                                                                     |                                                                     |

### 2018
| Élection de 2018 du 11e district congressionnel de Caroline du Nord | Élection de 2018 du 11e district congressionnel de Caroline du Nord | Élection de 2018 du 11e district congressionnel de Caroline du Nord | Élection de 2018 du 11e district congressionnel de Caroline du Nord | Élection de 2018 du 11e district congressionnel de Caroline du Nord |
| ------------------------------------------------------------------- | ------------------------------------------------------------------- | ------------------------------------------------------------------- | ------------------------------------------------------------------- | ------------------------------------------------------------------- |
| Parti                                                               | Parti                                                               | Candidat                                                            | Votes                                                               | %                                                                   |
|                                                                     | Républicain                                                         | Mark Meadows (sortant)                                              | 178 012                                                             | 59,2                                                                |
|                                                                     | Démocrate                                                           | Phillip Price                                                       | 116 508                                                             | 38,8                                                                |
|                                                                     | Libertarien                                                         | Clifton Ingram                                                      | 6 146                                                               | 2,0                                                                 |
| Total des votes                                                     | Total des votes                                                     | Total des votes                                                     | 300 666                                                             | 100 %                                                               |
|                                                                     | Les Républicains conservent                                         |                                                                     |                                                                     |                                                                     |

### 2020
| Élection de 2018 du 11e district congressionnel de Caroline du Nord | Élection de 2018 du 11e district congressionnel de Caroline du Nord | Élection de 2018 du 11e district congressionnel de Caroline du Nord | Élection de 2018 du 11e district congressionnel de Caroline du Nord | Élection de 2018 du 11e district congressionnel de Caroline du Nord |
| ------------------------------------------------------------------- | ------------------------------------------------------------------- | ------------------------------------------------------------------- | ------------------------------------------------------------------- | ------------------------------------------------------------------- |
| Parti                                                               | Parti                                                               | Candidat                                                            | Votes                                                               | %                                                                   |
|                                                                     | Républicain                                                         | Madison Cawthorn                                                    | 245 351                                                             | 54,5                                                                |
|                                                                     | Démocrate                                                           | Moe Davis                                                           | 190 609                                                             | 42,4                                                                |
|                                                                     | Libertarien                                                         | Tracey DeBruhl                                                      | 8 682                                                               | 1,9                                                                 |
|                                                                     | Vert                                                                | Tamara Zwinak                                                       | 5 503                                                               | 1,2                                                                 |
| Total des votes                                                     | Total des votes                                                     | Total des votes                                                     | 450 145                                                             | 100 %                                                               |
|                                                                     | Les Républicains conservent                                         |                                                                     |                                                                     |                                                                     |

### 2022
| Primaire républicaine de 2022 du 11e district congressionnel de Caroline du Nord | Primaire républicaine de 2022 du 11e district congressionnel de Caroline du Nord | Primaire républicaine de 2022 du 11e district congressionnel de Caroline du Nord | Primaire républicaine de 2022 du 11e district congressionnel de Caroline du Nord | Primaire républicaine de 2022 du 11e district congressionnel de Caroline du Nord |
| -------------------------------------------------------------------------------- | -------------------------------------------------------------------------------- | -------------------------------------------------------------------------------- | -------------------------------------------------------------------------------- | -------------------------------------------------------------------------------- |
| Parti                                                                            | Parti                                                                            | Candidat                                                                         | Votes                                                                            | %                                                                                |
|                                                                                  | Républicain                                                                      | Chuck Edwards                                                                    | 29 496                                                                           | 33,4                                                                             |
|                                                                                  | Républicain                                                                      | Madison Cawthorn (sortant)                                                       | 28 112                                                                           | 31,9                                                                             |
|                                                                                  | Républicain                                                                      | Matthew Burril                                                                   | 8 341                                                                            | 9,5                                                                              |
|                                                                                  | Républicain                                                                      | Bruce O'Connell                                                                  | 6 037                                                                            | 6,8                                                                              |
|                                                                                  | Républicain                                                                      | Rod Honeycutt                                                                    | 5 775                                                                            | 6,5                                                                              |
|                                                                                  | Républicain                                                                      | Michele Woodhouse                                                                | 4 668                                                                            | 5,3                                                                              |
|                                                                                  | Républicain                                                                      | Wendy Nevarez                                                                    | 4 525                                                                            | 5,1                                                                              |
|                                                                                  | Républicain                                                                      | Kristie Sluder                                                                   | 1 304                                                                            | 1,5                                                                              |

| Primaire démocrate de 2022 du 11e district congressionnel de Caroline du Nord | Primaire démocrate de 2022 du 11e district congressionnel de Caroline du Nord | Primaire démocrate de 2022 du 11e district congressionnel de Caroline du Nord | Primaire démocrate de 2022 du 11e district congressionnel de Caroline du Nord | Primaire démocrate de 2022 du 11e district congressionnel de Caroline du Nord |
| ----------------------------------------------------------------------------- | ----------------------------------------------------------------------------- | ----------------------------------------------------------------------------- | ----------------------------------------------------------------------------- | ----------------------------------------------------------------------------- |
| Parti                                                                         | Parti                                                                         | Candidat                                                                      | Votes                                                                         | %                                                                             |
|                                                                               | Démocrate                                                                     | Jasmine Beach-Ferrara                                                         | 32 478                                                                        | 59,7                                                                          |
|                                                                               | Démocrate                                                                     | Katie Dean                                                                    | 13 957                                                                        | 25,6                                                                          |
|                                                                               | Démocrate                                                                     | Jay Carey                                                                     | 3 858                                                                         | 7,1                                                                           |
|                                                                               | Démocrate                                                                     | Bo Hess                                                                       | 2 082                                                                         | 3,8                                                                           |
|                                                                               | Démocrate                                                                     | Marco Gutierrez                                                               | 1 040                                                                         | 1,9                                                                           |
|                                                                               | Démocrate                                                                     | Bynum Lunsford                                                                | 1 002                                                                         | 1,8                                                                           |

| Élection de 2022 du 11e district congressionnel de Caroline du Nord | Élection de 2022 du 11e district congressionnel de Caroline du Nord | Élection de 2022 du 11e district congressionnel de Caroline du Nord | Élection de 2022 du 11e district congressionnel de Caroline du Nord | Élection de 2022 du 11e district congressionnel de Caroline du Nord |
| ------------------------------------------------------------------- | ------------------------------------------------------------------- | ------------------------------------------------------------------- | ------------------------------------------------------------------- | ------------------------------------------------------------------- |
| Parti                                                               | Parti                                                               | Candidat                                                            | Votes                                                               | %                                                                   |
|                                                                     | Républicain                                                         | Chuck Edwards                                                       | 174 232                                                             | 53,8                                                                |
|                                                                     | Démocrate                                                           | Jasmine Beach-Ferrara                                               | 144 165                                                             | 44,5                                                                |
|                                                                     | Libertarien                                                         | David Coatney                                                       | 5 515                                                               | 1,7                                                                 |
| Total des votes                                                     | Total des votes                                                     | Total des votes                                                     | 323 912                                                             | 100 %                                                               |
|                                                                     | Les Républicains conservent                                         |                                                                     |                                                                     |                                                                     |

### 2024
La Primaire Démocrate a été annulée. Caleb Rudow (D) avance vers l'Élection Générale.
| Primaire Républicaine de 2024 du 11e district congressionnel de Caroline du Nord | Primaire Républicaine de 2024 du 11e district congressionnel de Caroline du Nord | Primaire Républicaine de 2024 du 11e district congressionnel de Caroline du Nord | Primaire Républicaine de 2024 du 11e district congressionnel de Caroline du Nord | Primaire Républicaine de 2024 du 11e district congressionnel de Caroline du Nord |
| -------------------------------------------------------------------------------- | -------------------------------------------------------------------------------- | -------------------------------------------------------------------------------- | -------------------------------------------------------------------------------- | -------------------------------------------------------------------------------- |
| Parti                                                                            | Parti                                                                            | Candidat                                                                         | Votes                                                                            | %                                                                                |
|                                                                                  | Républicain                                                                      | Chuck Edwards (sortant)                                                          | 66 717                                                                           | 68,9                                                                             |
|                                                                                  | Républicain                                                                      | Christian Reagan                                                                 | 30 095                                                                           | 31,1                                                                             |

| Élection de 2024 du 11e district congressionnel de Caroline du Nord | Élection de 2024 du 11e district congressionnel de Caroline du Nord | Élection de 2024 du 11e district congressionnel de Caroline du Nord | Élection de 2024 du 11e district congressionnel de Caroline du Nord | Élection de 2024 du 11e district congressionnel de Caroline du Nord |
| ------------------------------------------------------------------- | ------------------------------------------------------------------- | ------------------------------------------------------------------- | ------------------------------------------------------------------- | ------------------------------------------------------------------- |
| Parti                                                               | Parti                                                               | Candidat                                                            | Votes                                                               | %                                                                   |
|                                                                     | Républicain                                                         | Chuck Edwards (sortant)                                             | 245 546                                                             | 56,8                                                                |
|                                                                     | Démocrate                                                           | Caleb Rudow                                                         | 186 977                                                             | 43,2                                                                |
| Total des votes                                                     | Total des votes                                                     | Total des votes                                                     | 432 523                                                             | 100 %                                                               |
|                                                                     | Les Républicains conservent                                         |                                                                     |                                                                     |                                                                     |